# Louis Cornil
Louis Eugène Cornil (Sint-Gillis, 7 oktober 1900 - 31 januari 1952) was een Belgisch bedrijfsleider en bestuurder.

## Levensloop
Cornil komt uit een juristenfamilie. Zijn vader Georges was hoogleraar rechten aan de ULB. Zijn grootvader Modeste was eveneens hoogleraar rechten en ook raadsheer bij het Hof van Cassatie. Zelf studeerde hij in 1923 af als burgerlijk ingenieur aan de ULB. Na enkele jaren werd hij directeur van de Ateliers de Construction Mécaniques de Tirlemont (ACMT) in Tienen.
Hij werd in 1946 aangesteld als afgevaardigd beheerder van het Verbond der Belgische Nijverheid (VBN), een functie die hij uitoefende tot zijn dood in 1952. Hij werd in deze hoedanigheid opgevolgd door Roger De Staercke.